# Upáli
Upáli (szanszkrit उपालि upáli) a történelmi Buddha egyik legfontosabb tanítványa volt. Mielőtt a rendhez csatlakozott, a legalacsonyabb kaszthoz tartozott és borbélyként dolgozott. Amikor levágta Buddha haját, akkor a Buddha azt mondta neki, hogy túl gyorsan lélegzik. Végül légzésén keresztül tanulta meg ellenőrzése alatt tartani a tudatát.
Később megkérdezte a Buddhát, hogy egy olyan alacsonyszületésű, mint ő csatlakozhat-e a szanghához, amire a Buddha egyből felvette őt a hercegek előtt, akiket megkért, hogy mutassanak be áldozatot Upáli felé, aki addigra már elérte az arhat tudatszintet. Ő lett Buddha egyik legfőbb tanítványa, aki a közösségi élet szabályait a legjobban ismerte és betartotta. Az első buddhista zsinat alkalmával ő recitálta azokat a szövegeket, ami később vinaja néven maradt fenn.

## Tíz legkedvesebb tanítvány
Upáli Gautama Buddha tíz legkedvesebb tanítványai közé sorolják: (1) Mahákásjapa, 2) Ánanda, 3) Száriputta, 4) Szubhúti, 5) Punna, 6) Maudgaljájana, 7) Kátjájana, 8) Anuruddha, 9) Upáli és 10) Ráhula. Úgy tartják, hogy ő tartotta be legjobban a szerzetesi szabályokat.